# Helenansaari (ö i Mellersta Finland)
Helenansaari är en ö i Finland. Den ligger i sjön Sovijärvi och i kommunen Jämsä i den ekonomiska regionen  Jämsä  och landskapet Mellersta Finland, i den södra delen av landet, 200 km norr om huvudstaden Helsingfors. Öns area är 0,7 hektar och dess största längd är 110 meter i sydöst-nordvästlig riktning.